# アトレティコ・テトゥアン
クルブ・アトレティコ・デ・テトゥアン（Club Atlético de Tetuán）は、当時スペイン領モロッコだったテトゥアンに本拠地を置いていたサッカークラブ。1956年、テトゥアンがスペインから独立したことでクラブは解散された。
解散されたことで、このクラブに所属していた選手たちは、本土に戻って新しい所属クラブを探すか、同じくアフリカ大陸にあるスペイン領のセウタに拠点を置くCAセウタへの移動を余儀なくされた。

## 過去の成績
- 1933-34シーズン 州リーグ ?
- 1934-35シーズン 地域リーグ ?
- 1935-36シーズン 地域リーグ ?
- 1941-42シーズン 地域リーグ 1位
- 1942-43シーズン 地域リーグ 1位 昇格
- 1943-44シーズン テルセーラ・ディビシオン 5位
- 1944-45シーズン テルセーラ・ディビシオン 10位 降格
- 1945-46シーズン 地域リーグ 1位 昇格
- 1946-47シーズン テルセーラ・ディビシオン 4位

- 1947-48シーズン テルセーラ・ディビシオン 8位
- 1948-49シーズン テルセーラ・ディビシオン 1位 昇格
- 1949-50シーズン セグンダ・ディビシオン 5位
- 1950-51シーズンセグンダ・ディビシオン 1位 昇格
- 1951-52シーズン プリメーラ・ディビシオン 16位 降格
- 1952-53シーズン セグンダ・ディビシオン 3位
- 1953-54シーズン セグンダ・ディビシオン 7位
- 1954-55シーズン セグンダ・ディビシオン 2位
- 1955-56シーズン セグンダ・ディビシオン 4位

## 歴代監督
- バルタサル・アルベニス 1953-1954

## 歴代所属選手
- ラファエル・レスメス 1945-1949